# Bert Rose
 (février 2019).
Bert E Rose Jr. (né le 26 septembre 1919 - mort le 14 octobre 2001) est une personnalité américaine du football américain.

## Biographie
Il a étudié à l'université de Washington et est sorti diplômé en 1941.

## Carrière
Il a commencé sa carrière en temps qu'assistant du directeur sportif et s'occupait des relations publiques.
En 1955, il fut nommé directeur des relations publiques au sein de la franchise de la National Football League (NFL) des Rams de Los Angeles.
Le 5 août 1960, il est nommé directeur général de la toute nouvelle franchise de la NFL, les Vikings du Minnesota, et il y restera durant quatre ans jusqu'au 1er juin 1964. Il à l'origine du nom de la franchise.  Il rejoindra le 20 juillet 1967 les Saints de La Nouvelle-Orléans occupant le siège de vice-président et de directeur général.
Il ne restera que deux ans, préférant rejoindre les Cowboys de Dallas.
Il finira sa carrière travaillant directement pour la National Football League et en occupant le poste de directeur du Texas Stadium.